# Lilliputianelloides
Lilliputianelloides es un género de foraminífero planctónico de la subfamilia Praehedbergellinae, de la familia Praehedbergellidae, de la superfamilia Rotaliporoidea, del suborden Globigerinina y del orden Globigerinida. especie-tipo]] es Clavihedbergella eocretacea. Su rango cronoestratigráfico abarca el Aptiense inferior (Cretácico inferior).

## Descripción
Lilliputianelloides incluía especies con conchas trocoespiraladas, de forma globigeriforme digitado; sus cámaras eran inicialmente subglobulares, y finalmente alargadas radialmente, creciendo en tamaño de manera rápida; sus suturas intercamerales eran rectas e incididas; su contorno era digitado cruciforme, y muy lobulado; su periferia era redondeada; su ombligo era estrecho; su abertura era interiomarginal, espiroumbilical, en forma de arco bajo, y protegida por un pórtico; presentaba pared calcítica hialina, microperforada, con la superficie lisa.

## Discusión
El género Lilliputianelloides no ha tenido mucha difusión entre los especialistas. Algunos autores han considerado Lilliputianelloides un sinónimo subjetivo posterior de Praehedbergella. Clasificaciones posteriores han incluido Lilliputianelloides en la superfamilia Globigerinoidea. Otras clasificaciones lo han incluido en la subfamilia Brittonellinae, de la familia Hedbergellidae.

## Paleoecología
Lilliputianelloides incluía especies con un modo de vida planctónico, de distribución latitudinal cosmopolita, y habitantes pelágicos de aguas superficiales a profundas (medio epipelágico a batipelágico superior).

## Clasificación
Lilliputianelloides incluye a las siguientes especies:
- Lilliputianelloides eocretaceus †